# Ricardo Treviño
Ricardo Treviño Chapa (Monterrey, Nuevo León, 17 de mayo de 1980) es un músico, compositor y empresario mexicano. Es conocido por ser el bajista de la banda mexicana de rock PXNDX. y un miembro fundador de Desierto Drive. Treviño también cofundó la empresa de merchandising Negro Pasión, que provee productos oficiales para artistas latinoamericanos.

## Biografía
Ricardo Treviño nació en Monterrey, Nuevo León, México. Cofundó la banda de rock PXNDX en 1996 junto a José Madero, Jorge Luis Garza y Jorge Vázquez, tocando inicialmente versiones de canciones populares de rock antes de pasar a escribir música original. PXNDX ganó popularidad con su mezcla de punk rock, rock alternativo y pop punk.

## Carrera artística

### 1996-2016: Con Pxndx
PXNDX fue una etapa definitoria en la carrera de Treviño. La banda lanzó varios álbumes, incluyendo Para ti con desprecio (2005) y Amantes Sunt Amentes (2006), consolidándose como una de las bandas de rock latino más reconocidas. El bajo de Treviño contribuyó a éxitos como «Cita en el quirófano» y «Narcisista por excelencia».
En reconocimiento a sus contribuciones a la banda, Treviño recibió múltiples nominaciones a premios. Notablemente, fue nominado al Mejor Álbum de Rock por un Dúo o Grupo con Vocal en los 9.º Premios Grammy Latinos por el álbum en vivo Sinfonía Soledad. Además, obtuvo una nominación en la 50.ª entrega anual de los Premios Grammy por Mejor Álbum de Rock Latino o Alternativo por Amantes Sunt Amentes.
A pesar de enfrentar acusaciones de plagio a mediados de los 2000, PXNDX continuó prosperando, actuando internacionalmente y logrando ventas de discos de oro y platino. Su último concierto en 2016 en la Arena Ciudad de México marcó el fin de una era, ya que la banda anunció una pausa indefinida. Reflexionando sobre el éxito de PXNDX, Treviño enfatizó la dedicación de la banda a la música de rock impulsada por guitarras.

### 2018-presente: Con Desierto Drive
En 2018, después de la pausa indefinida de PXNDX, Ricardo Treviño, junto a Arturo Arredondo y Jorge Vázquez, formaron la banda Desierto Drive. Su álbum debut, Mexican Dream, fue lanzado en 2019 y mostró una variedad de géneros, incluyendo punk, funk, mariachi y bolero. La banda marcó una nueva dirección creativa para Treviño y sus compañeros de banda.
Desierto Drive ha recibido comentarios positivos por su estilo musical diverso, con la banda continuando grabando y actuando. Su segundo álbum, Historias Live, destaca su sonido en evolución y mezcla rock alternativo con influencias culturales mexicanas. Desierto Drive mantiene una presencia en la escena del rock mexicano.

### Carrera en solitario como Trekk
Durante la pausa de PXNDX, Ricardo Treviño comenzó una carrera en solitario bajo el nombre de Trekk. En 2017, lanzó el sencillo «Sin antes suplicar», que presenta una combinación de elementos de rock. La pista formaba parte de su álbum en solitario El viejo lobo de mar, un proyecto inspirado en sus viajes y su desarrollo musical. Su trabajo en solitario le permitió explorar diferentes facetas de su arte mientras mantenía sus raíces en el rock.

## Otros proyectos

### Negro Pasión
Ricardo Treviño cofundó Negro Pasión, una empresa de merchandising que apoya a artistas latinoamericanos. La compañía, creada en colaboración con Arturo Arredondo y Andrés Farías, proporciona una plataforma para que los músicos vendan productos oficiales. La empresa representa a artistas como Insite, Aleks Syntek y El Gran Silencio, entre otros. Negro Pasión se estableció para proporcionar a los músicos una forma sostenible de monetizar su trabajo. La empresa ha trabajado con bandas indie, como División Minúscula, para lanzar con éxito líneas de merchandising.

## Legado e influencias
Las contribuciones de Ricardo Treviño al rock latinoamericano incluyen su trabajo con PXNDX, Desierto Drive y sus proyectos con Negro Pasión. Como bajista, compositor y empresario, Treviño sigue activo en la industria musical y en el ámbito empresarial del entretenimiento.

## Discografía

### Con Panda
- Arroz con Leche (2000)
- La revancha del príncipe charro (2002)
- Para ti con desprecio (2005)
- Amantes Sunt Amentes (2006)
- Sinfonía Soledad (2007)
- Poetics (2009)
- MTV Unplugged (2010)
- Bonanza (2012)
- Sangre Fría (2013)

### Con Magnolia y los No Me Olvides
- Magnolia y Los No Me Olvides (2004)

### Como Trekk
- El Viejo Lobo de Mar - EP (2017)

### Con Nadiëscucha
- Hasta Nunca, Hawái (2018)

### Con Desierto Drive
- Mexican Dream (2019)
- Historias Live (2020)
- Cuentos de Magia y Misterio - EP (2021)